# Ahílio
Az Ahílio(n) (régiesen: Akhilleion; görög betűkkel: Αχίλλειο[ν]) neoklasszicista stílusú palota a görögországi Korfu szigetén, melyet Erzsébet királyné építtetett 1889–1891 között. A historizáló építészet egyik ékköve. Az épület a sziget fővárosától, Kérkirától mintegy 7 km-re délre található.

## Története

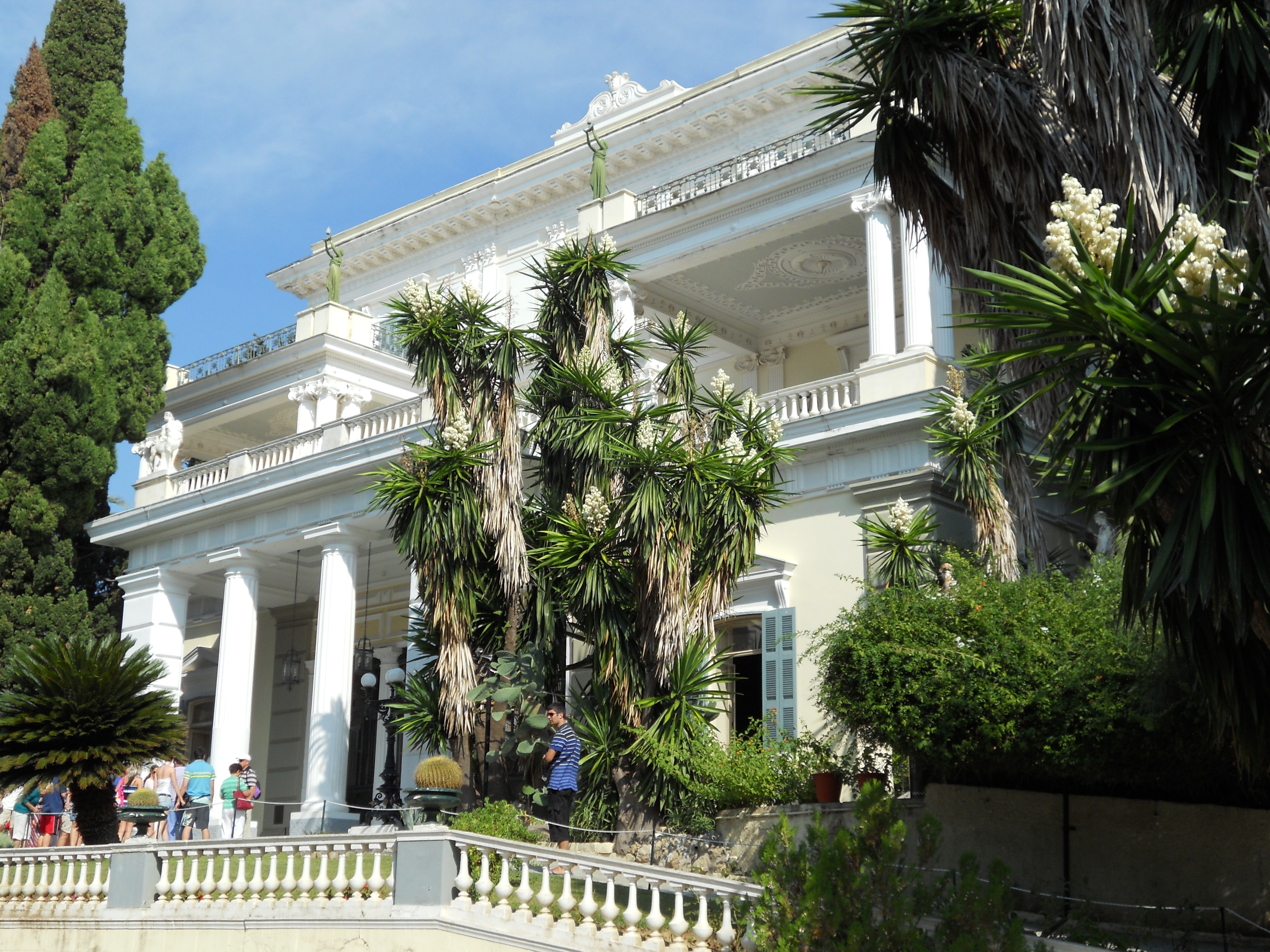
Az Achilleion (Ahílio) épülete

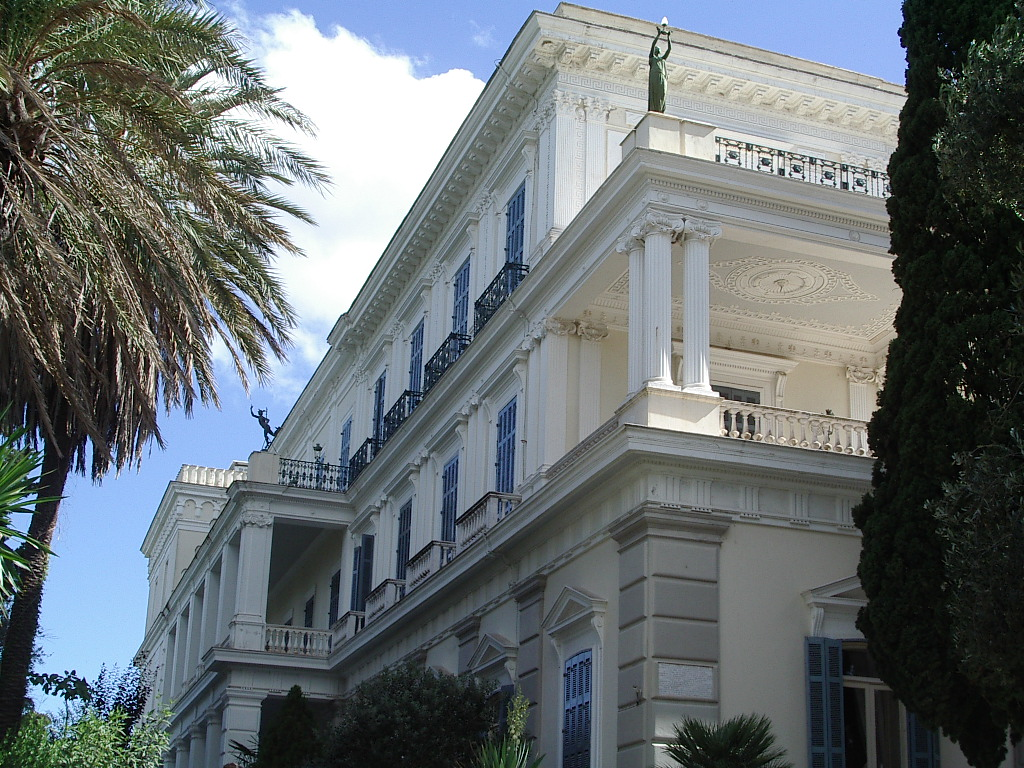
Az Achilleion (Ahílio) épülete

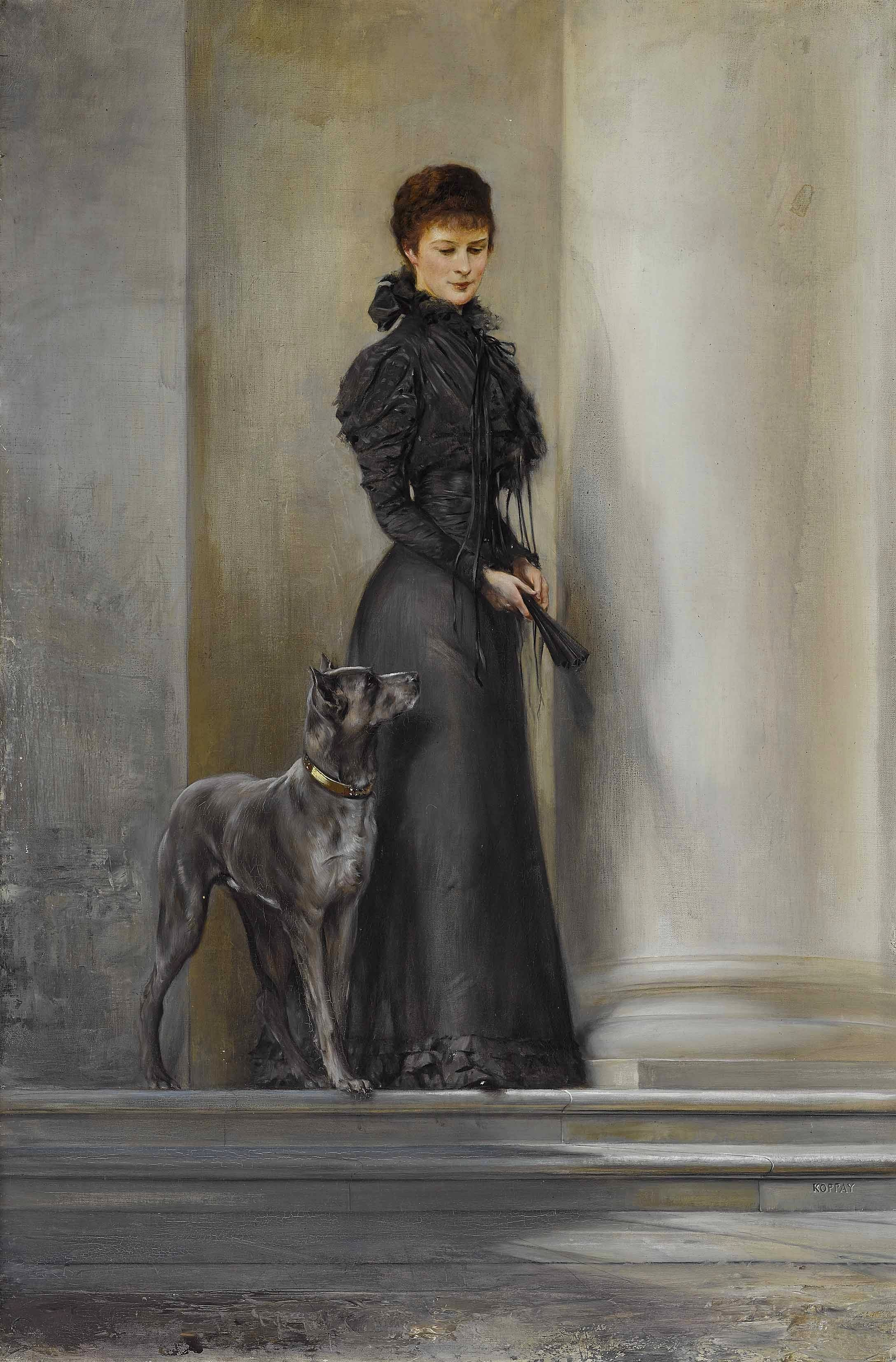
Erzsébet királyné az Ahílio lépcsőjén, Koppay József Árpád festménye

1889–91 között épült Erzsébet császárné és királyné jóvoltából. Erzsébet először 1861-ben járt Korfu szigetén Sir Henry Storks vendégeként. Már az első találkozása a sziget természeti szépségeivel és a Ion-tengerrel nagy hatással volt Sissy-re, ugyanis az ezt követő években még többször megfordult Korfun, egyre jobban megismerve Görögországot és mitikus történetét. A császári udvar ellenszenvén kívül újabb csapásokat is el kellett viselnie: fiának, Rudolf főhercegnek, édesapjának és nővérének halálát is. Ezután döntött úgy, hogy elhagyja Ausztriát, és valahol messzebb telepszik le. Választása Korfura esett, amiben nem csak a sziget természeti szépségeinek, hanem valamelyest a görög temperamentumnak is szerepe lehetett. Így 1889-ben megvásárolta a korában ugyanazon a helyen álló Vrailasz villát, és azonnal hozzákezdett lebontásához, majd az Ahílio megépítéséhez. Az építkezés 1891-ben ért véget, a díszítésről és bebútorozásról pedig maga Erzsébet gondoskodott. A görög mitológia iránti szeretetét tükrözi a palota elnevezése is, amely a trójai háború legvitézebb hősének, Akhilleusznak a nevét viseli. A palota köré ültetett kertet is szebbnél szebb szobrokkal ékesítette, melyek közül a legértékesebb a „Haldokló Akhilleusz”. „Sissy” azonban nem sokáig élvezhette a palota kényelmét és szépségeit, ugyanis 1898-ban Genfben meggyilkolták.
A másik híres személyiség, akinek neve egybeforrt az Ahílio történetével, II. Vilmos német császár volt, vagyis a „Kaiser”, ahogy Görögországban nevezték. Korfui látogatása során a görög királyi család látta vendégül, akik felajánlották neki megvételre az Ahíliót, ami hosszas tárgyalások után be is következett. A császárnak, aki éppen akkor robbantotta ki az első világháborút – s száműzetésben végezte Hollandiában, a történelem számkivetettjeként -, nem tetszett, hogy egy oly győzedelmes hőst, mint Akhilleusz, halála pillanatában ábrázolnak. 
Így elkészíttette a palota legnagyobb alkotását, a 11,5 m magas, a győzelmes Akhilleuszt ábrázoló bronzszobrot, mely ekkor átvette az Erzsébet által olyannyira kedvelt, a haldokló Akhilleuszt ábrázoló kőszobor helyét. II. Vilmos továbbá kibővíttette a kertet is, de mint elődjének, neki sem engedte meg a történelem, hogy sokáig élvezhesse az Ahíliót. A világháború kitörésével II. Vilmos elhagyta a palotát, de az akkor semleges Korfut elfoglaló szerb és francia csapatok megszállták, majd kórházzá alakították. Ez jelentős károkat okozott a palota állapotában, és az csak súlyosbította a helyzetet, hogy a második világháborúban német és olasz csapatok használták kórházként és főhadiszállásként. A világháború után iskolaként, főiskolaként és óvodaként is használták. 1962-ben végül egy német cég – melynek elnöke báró von Richthoffen volt – vette bérbe húsz évre az Ahíliót, és gyűjtötte össze a palotából eltávolított bútorok nagy részét, valamint a kertet eredeti állapotába visszaállíttatta. A felújítás után játékkaszinót rendeztek be a palotában. A bérleti idő lejártával görög állami gondozásba került, ahova ma is tartozik.